# 코터스
코터스(コータス 고타스[*], 영어: Torkoal)의 분류는 석탄 포켓몬이다.

## 특징
에너지를 만들려고 몸에 있는 연료를 태운다. 만약 코터스가 위험에 빠지면, 검은 검댕을 흩날린다. 아직도 폐허된 탄광에는 많은 코터스들이 석탄을 부지런히 캐고 있다.
디아루가/펄기아 버전에서는 하드마운틴의 트레이너 한 명과 포켓트레로의 포획 (레벨 24~56)으로 입수 가능했는데 플라티나에서는 서바이벌에리어의 톱 트레이너 카페에서 맥 (레벨 61)과의 대결로도 얻을 수 있다. 포켓트레로 나오는 야생 개체의 레벨은 디아루가/펄기아에서는 최저 24, 최고 56이었는데 플라티나에서는 범위가 너무 크다는 관계로 최저 51, 최고 53으로 범위를 축소시켰다. 강연의 코터스는 레벨 54.
《포켓몬 불가사의 던전 시간의 탐험대/어둠의 탐험대》에서 온천의 주인할아버지로도 등장했다.
《포켓몬스터 AG》 55화, 56화에서 용암마을의 체육관 관장인 민지(아스나)의 포켓몬으로 등장한다. 강력한 불타입 기술인 '오버히트'를 사용해 지우의 피카츄와 나무지기를 쓰러뜨렸지만, 가재군의 '거품광선'을 맞고 쓰러진다.
《포켓몬스터 AG》 58화에서 지우의 포켓몬이 된다. 그 후 등화체육관전, 호연 그랜드 대회(사이유우 대회) 등에서 활약하고 133화에서 오박사 연구소에 맡겨진다. 185화에서 에이팜과 교환되어 지우에게 잠시 돌아와 배틀 피라미드 2차전에서 레지스틸과 1:1로 맞붙지만 '전자포'를 맞고 쓰러진다.